# 奕山
奕山（穆麟德轉寫：I Šan；1790年6月13日—1878年6月30日），字靜軒，中国晚清武官，清朝宗室、滿洲鑲藍旗人。一等鎮國將軍。道光帝族侄，康熙帝十四子胤禵玄孙，绵备子。奕山一路獲得重用擔任高官，是晚清重要人物，涉及多次外交談判均未能挽回局面，在新疆與外東北與俄羅斯帝国簽訂最終會導致中國失去逾百萬平方公里的土地與東北出海口的條約。

## 生平
道光元年（1821年），由四品宗室充任三等侍衛。歷任塔爾巴哈台領隊大臣，鑲藍旗漢軍副都統，伊犁參贊大臣，正紅旗護軍統領等職，道光十八年（1838年）授伊犁將軍，二十年召回北京。道光二十一年（1841年），鴉片戰爭爆發，道光帝將主持廣東軍務的欽差大臣琦善革職，任命奕山為靖逆將軍。奕山以“粵民皆漢奸，粵兵皆賊黨”、“防民甚於防寇”，另在福建招募未經訓練的士兵，又日夜饮酒作乐，5月21日，奕山所部在白鹅潭水域向英军发起夜袭，结果一败塗地，广州城外炮台尽失。清軍退入广州城，不敢出戰，南海鄉勇和湖南鄉勇为抢夺粮食而引發內鬨，城內大亂。26日，奕山派人舉旗投降。與義律簽訂《广州和约》。道光二十二年十二月被圈禁在宗人府空室，隔年八月即被釋還，又赏给二等侍卫充任和阗办事大臣，接著數年下來，功封镇国将军，伊犁将军。咸丰元年（1851年）7月，俄国全权代表科瓦列夫斯基与中国新任伊犁将军奕山、参赞大臣布彦泰在伊犁谈判。俄方要求按照《恰克图贸易旧章》议定具体办法。奕山一味妥协退让，除喀什通商一事未允外，“接受了俄方的所有提议”。8月6日，双方在《伊犁塔尔巴哈台通商章程》上签字。咸豐五年（1855年12月），被任命为黑龙江将军。

### 被俄強占外東北
尼布楚條約簽訂後，中俄原本約定劃界，但俄國人仍然越界進入東方開墾，此時又逢清朝不開放東北，故人力空虛，造成外東北為俄國人實際控制，英法聯軍時期，俄罗斯帝国東西伯利亞總督穆拉維約夫以“助華防英”為由與奕山谈判，“中俄必須沿黑龍江、烏蘇里江劃界”。更以“最后通谍的方式”，用武力威胁，在黑龙江沿岸不断用炮火示威。奕山怖懼，亦不願輕啟邊關戰端。咸豐八年四月（1858年5月），雙方签订《璦琿條約》，将黑龙江以北六十多万平方公里土地全部划归俄罗斯帝国。《璦琿條約》签订后，奕山曾向咸丰說明俄国逼迫签约的蛮横行径，但無法得到谅解，被革职，召回北京。咸丰十年（1860年），俄国又借机迫使清廷订立《中俄北京条约》，除承认璦琿條約中的割地外，将乌苏里江以东，包括库页岛在内的约四十万平方公里由“共管”亦割归俄国。这些割地共导致约一百万平方公里領土丧失。同治年間，封一等鎮國將軍，獲得內大臣的稱呼。之後以疾病為由離職。光緒四年，去世，清廷追諡莊簡。

## 子嗣
- 長子：載鄂，生於嘉慶十九年，卒於道光十三年，年二十。[1]
- 次子：爱新觉罗载鷟(1818-1877)，曾任理籓院侍郎，生於嘉庆二十三年，死於光绪三年，年六十一。
  - 載鷟子溥瀚，鑲黃旗蒙古副都統；孫毓照，一等奉國將軍。

## 評論
《清史稿》評奕山，論稱：「奕山、奕經，天潢貴冑，不諳軍旅，先後棄師，如出一轍，事乃益不可為。其人皆庸闇不足責，當時廷臣不能預計，疆吏不能匡救，可謂國無人焉。」「奕山後復棄東北邊地，其貽患尤深。」

## 延伸阅读
[在维基数据编辑]
 《清史稿·卷373》，出自趙爾巽《清史稿》